# Ярошенко Олександр Олегович
Олександр Олегович Ярошенко (нар. 18 вересня 1993, Суми, Україна) — український футболіст, півзахисник.

## Клубна кар'єра
Вихованець футбольної школи «Фрунзенець» (Суми) . Впродовж 2006—2010 років виступав у чемпіонаті України (ДЮФЛ) за «Фрунзенець» (КДЮСШ Суми).
Впродовж 2014—2016 років виступав у таких професійних командах, як ФК «Суми» та «Барса» (Суми), де в цілому провів 39 матчів в чемпіонаті та 1 матч в кубку України.
Також виступав за аматорські команди «Спартак-Сумбуд» (Суми) та «Агробізнес TSK» (Ромни), за який провів два матча у кубку України сезону 2016/17.
1 березня 2017 року підписав контракт з чернівецькою «Буковиною», але після двох тижнів співпраці контракт за обопільною згодою сторін було розірвано. Кар'єру продовжив в аматорській команді сумської області: «Вікторія» (Миколаївка).

### Футзал
У 2012 році виступав за футзальний клуб «СумДУ» (Суми), де відіграв два повноцінних матча у першій футзальній лізі.

## Досягнення
Аматорський рівень
- Чемпіон України (1): 2017/18
- Фіналіст Кубка України (1): 2017/18